# 山中吾郎
山中 吾郎（やまなか ごろう、1910年（明治43年）7月23日 - 1983年（昭和58年）6月2日）は、昭和期の教育者、地方公務員、政治家。衆議院議員。

## 来歴
和歌山県伊都郡名倉村（高野口町を経て現橋本市高野口町）出身。1933年（昭和8年）東京高等師範学校文科を卒業した。
山形県立山形中学校（現山形県立山形東高等学校）教諭、三重県師範学校教諭、京都府師範学校教諭などを歴任。1943年（昭和18年）7月、高等試験行政科試験に合格。1945年（昭和20年）岩手県庁に入庁。学務課長兼厚生課長、労働部長、教育部長を歴任し、1948年（昭和23年）岩手県教育委員会教育長に就任。その後、公共企業体等労働委員会地方調停委員、岩手大学講師、私立修紅短期大学助教授などを務めた。
1958年（昭和33年）5月、第28回衆議院議員総選挙で旧岩手1区から日本社会党公認で出馬して当選。その後、1972年（昭和47年）12月の第33回総選挙まで再選され、衆議院議員に連続6期在任した。この間、国土開発幹線自動車道建設審議会委員、衆議院物価問題等に関する特別委員長、日本社会党私学振興対策特別委員会事務局長、同教育政策委員長、同院内役員、同寒冷地対策特別副委員長、党岩手県連顧問などを務めた。1976年（昭和51年）2月の第34回総選挙には出馬せず引退した。
その他、財団法人日本武道館常任理事、国際武道大学専務理事などを務めた。

## 親族
- 子息 山中邦紀（弁護士、衆議院議員）[1]